# Plaça de Sarrià
La plaça de Sarrià es troba al barri homònim de Barcelona, i era la plaça major de l'antic municipi.

## Història
El possible origen del nom Sarrià és el d'un establiment propietat d'un Sarrius, Syrianus o Sirriano, documentat amb aquest darrer nom el 986. El topònim es transformà posteriorment en Serriano, Sirria, Serria i Sarrià.
La plaça era poc més que un eixamplament del carrer Major i, davant mateix de l'església de Sant Vicenç de Sarrià, hi havia la Casa de la Vila. A darrere hi havia una altra petita plaça amb les carnisseries municipals, és a dir, l'escorxador, la bàscula i altres serveis. Cap al 1870, l'Ajuntament es va traslladar i l'antic edifici consistorial, que amenaçava ruïna, va ser enderrocar, de manera que es va ampliar la plaça.
El 1905 es van enderrocar les cases unifamiliars i l'antiga rectoria, que estaven al costat de l'església, per a permetre la unió de la plaça amb el passeig de la Reina Elisenda de Montcada, que formava part de la carretera de Cornellà a Fogars de Tordera, que estava en construcció. El 1910 es va construir el nou mercat, configurant-se així l'aspecte definitiu de la plaça.
El 1921, en el moment de l'annexió de Sarrià a Barcelona, la plaça s'anomenava Prat de la Riba, en honor del primer president de la Mancomunitat de Catalunya. El nom es mantingué, ja que a Barcelona no hi havia cap carrer o plaça amb aquest nom. El 1979 fou canviat pel nom actual.
El 2010 es van enderrocar les cases núms. 2, 3 i 4 de la plaça, a la seva part de llevant, on hi havia l'emblemàtic Cafè de la Plaça, i s'hi construí la biblioteca Sarrià - J.V. Foix, amb el nom del periodista i poeta J.V. Foix, inaugurada l'1 de febrer del 2025.

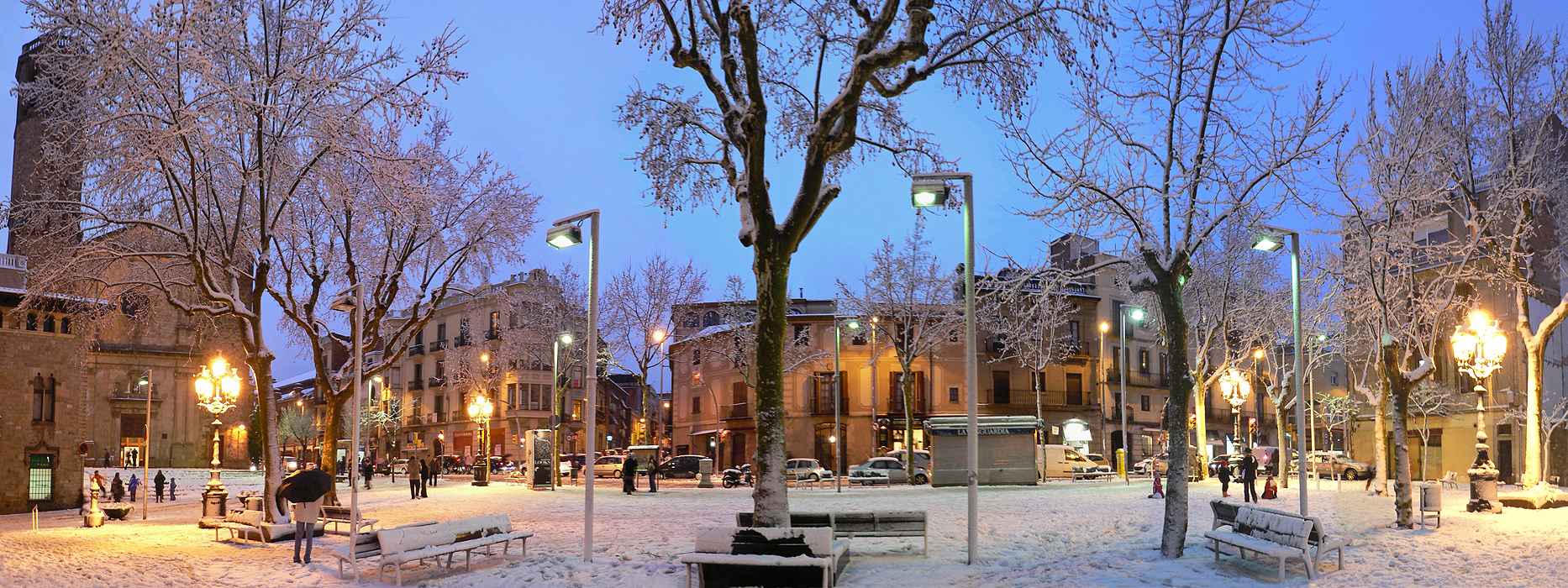
La plaça nevada, el 8 de març de 2010

## Descripció
La plaça és travessada pel carrer Major de Sarrià i pel passeig de la Reina Elisenda de Montcada, que cap a l'est canvia de nom per passeig de la Bonanova. També hi conflueix el carrer Menor de Sarrià. Hi ha tres edificis històrics: Sant Vicenç de Sarrià,
Can Llança i Can Margenat.